# 贝肯数
一个演员的贝肯数（英語：bacon number）是他们与演员凱文·贝肯有多少度的分离（见六度分隔），由凯文·贝肯定义。它适用于埃尔德什数概念的电影业。贝肯数越高，演员越远离凯文·贝肯。